# Ceropales
Ceropales ist eine Gattung der Wegwespen (Pompilidae). In Europa kommen acht Arten vor.

## Merkmale
Bei den Arten der Gattung Ceropales handelt es sich um kleine bis mittelgroße Wegwespen, deren Körper eine charakteristische Erscheinung hat. Der Kopf und der Thorax sind punktförmig strukturiert. Der Innenrand der Facettenaugen ist unten stark konvergierend und oberhalb der Mitte deutlich eingeschnitten. Die Stirnplatte (Clypeus) ist abgeflacht, ihr Apikalrand ist mehr oder weniger konkav. Das Labrum tritt stark hervor. Die Mandibeln haben ein zusätzliches Zähnchen. Das Schildchen (Scutellum) und das Metanotum sind stark konvex. Das Metanotum ist viel länger als das Metapostnotum, das unterhalb des Metanotums liegt. Der Rücken des Propodeums ist kurz. Bei den Weibchen ist das sechste Sternum hinten hinter das sechste Tergum ausgezogen und stark längs gefaltet. Bei den Männchen ist die Subgenitalplatte reduziert und die Genitalien sind sichtbar. Die Flügel sind klar, ihr Flügelmal (Pterostigma) ist groß. Die Hinterbeine sind langgestreckt, ihre Hüften (Coxen) sind dreieckig und viel größer als die anderen. Die Klauen der Hinterbeine sind stark gekrümmt.

## Lebensweise
Die Wespen sind Kleptoparasiten an Nestern von Wegwespen, der Gattungen Agenioideus, Anoplius, Arachnospila, Auplopus, Episyron, Pompilus und Priocnemis. Die Weibchen von Ceropales variegata legen ihre Eier an Spinnen ab, die von Grabwespenweibchen der Gattung Miscophus transportiert werden.

## Arten (Europa)
- Untergattung Bifidoceropales
  - Ceropales pygmaea Kohl, 1880
- Untergattung Ceropales
  - Ceropales albicincta (Rossius, 1790)
  - Ceropales bicoloripes Moczar, 1967
  - Ceropales bipartita Haupt, 1962
  - Ceropales helvetica Tournier, 1889
  - Kuckuckswegwespe (Ceropales maculata (Fabricius, 1775))
  - Ceropales variegata (Fabricius, 1798)
- Untergattung Hemiceropales
  - Ceropales cribrata Costa, 1881

## Belege